# Gnathoenia venerea
Gnathoenia venerea is een keversoort uit de familie boktorren (Cerambycidae). De wetenschappelijke naam van de soort is voor het eerst geldig gepubliceerd in 1858 door Thomson.